# Gevlochten fuikhoren
De gevlochten fuikhoren (Tritia reticulata; veelgebruikt synoniemen: Hinia reticulata, Nassarius reticulatus) is een weekdier behorend tot de klasse van de slakken uit de familie van de fuikhorens (Nassariidae). De wetenschappelijke naam werd gepubliceerd in 1758 door Carl Linnaeus in de tiende editie van Systema naturae als Buccinum reticulatum.

## Uiterlijk
De gevlochten fuikhoren heeft een dikke spits toelopende schaal. De kleur is middelbruin met donkerbruine banden. Typerend is de netvormige structuur van de schaal, waarnaar zijn soortaanduiding reticulatus ook verwijst. Het schelpoppervlak heeft zowel horizontale als verticale ribben. Deze slak heeft een mondopening die aan de binnenkant voorzien is van kleine knobbeltjes. De mondopening is deels omgeslagen. De slak kan een lengte van 25 millimeter bereiken en wordt 15 millimeter hoog.

## Leefwijze en biotoop
De gevlochten fuikhoren komt voor langs de meeste kusten van Europa waar hij foerageert tussen modderige plaatsen tussen rotsen en op het zand naar aas en kleine levende prooien. De slak heeft een goed 'reukvermogen' en kan zijn prooi op zowat dertig meter afstand waarnemen. Hoewel hij ook foerageert, graaft hij zich ook soms deels in in de bodem om zijn prooi op te wachten. Op zijn beurt dient de slak als hoofdprooi voor verschillende soorten zeesterren.

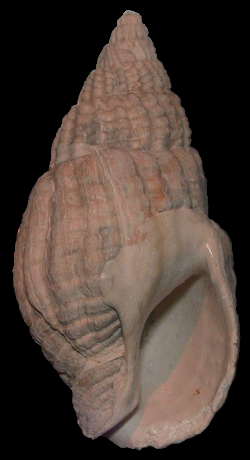
Schelp van een exemplaar uit Eemien-afzettingen in een boring bij Bergen (Noord-Holland)
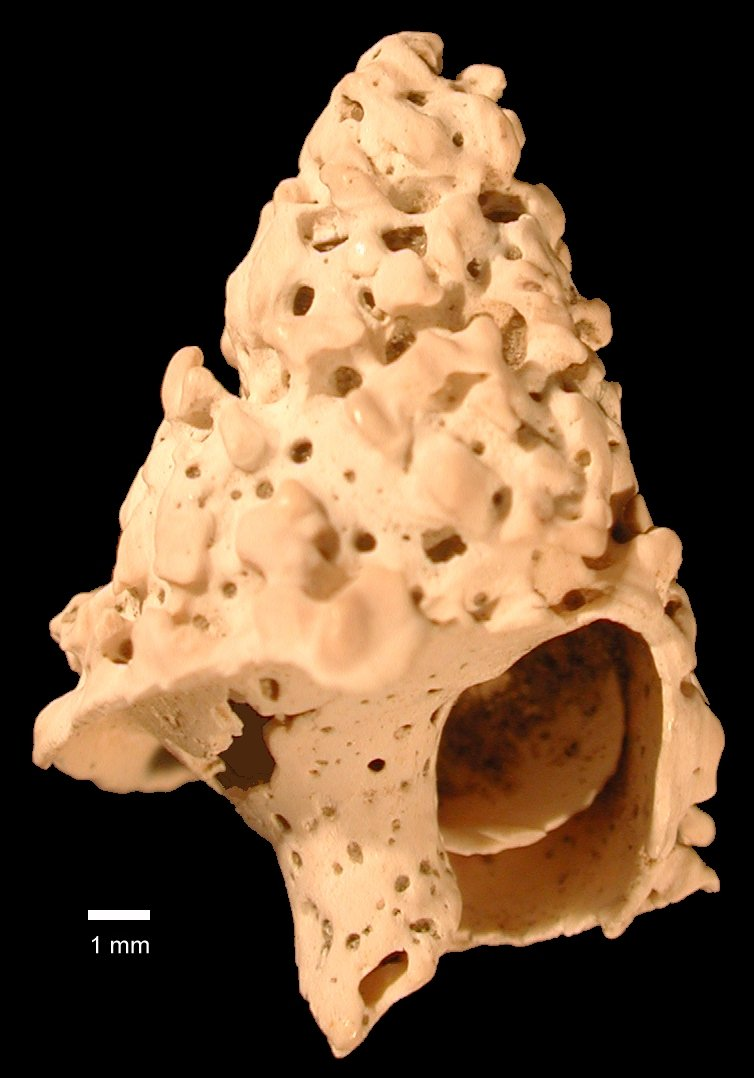
Schelp van een exemplaar uit het Eemien, aangetast door de borende spons Cliona celata